# Rybaczek popielaty
Rybaczek popielaty (Megaceryle alcyon) – gatunek ptaka z rodziny zimorodkowatych (Alcedinidae) występujący w Ameryce Północnej, a zimą także na północnych wybrzeżach Ameryki Południowej. Nie wyróżnia się podgatunków.
Wymiary
- Długość ciała 28–35 cm;
- Rozpiętość skrzydeł 48–58 cm;
- Masa ciała 140–170 g.

Wygląd
Dziób długi, duża głowa, czubek rozwichrzony. Samiec – wierzch niebieskoszary, białe gardło, charakterystyczna, biała obroża. Spód ciała biały, na piersi niebieskoszara przepaska. Samica – bardzo podobna do samca, poniżej niebieskoszarej przepaski rdzawe boki. W locie widać białe plamy na górnej powierzchni czarnych lotek I rzędu.
Zasięg, środowisko
Głębokie, nieuregulowane strumienie, jeziora i wybrzeża morskie Ameryki Północnej (Kanada i USA wraz z Alaską). Zimuje w południowej części zasięgu letniego oraz dalej na południe – w Meksyku, Ameryce Środkowej (w tym na Karaibach i Bahamach), na Bermudach, północnych wybrzeżach Ameryki Południowej i na wyspach Galapagos.
Pożywienie
Łowi głównie ryby, nurkując z czatowni na gałęzi lub też zawisając w powietrzu. Dietę uzupełniają płazy, skorupiaki, owady oraz drobne gady lub ssaki.
Lęgi
Gniazda buduje na końcu wydrążonych nor. Tunel buduje zarówno samiec, jak i samica, wygrzebując go w urwistym brzegu rzeki lub piaszczystej skarpie. Samica składa od 5 do 8 jaj. Wysiadują je i karmią młode obydwoje rodzice.
Status
Międzynarodowa Unia Ochrony Przyrody (IUCN) uznaje rybaczka popielatego za gatunek najmniejszej troski (LC – Least Concern) nieprzerwanie od 1988 roku. W 2017 roku organizacja Partners in Flight szacowała liczebność populacji lęgowej na około 1,7 miliona osobników. Według danych z North American Breeding Bird Survey, populacja rybaczka popielatego pomiędzy 1966 a 2014 rokiem zmniejszyła się o 53%; BirdLife International uznaje jednak trend liczebności populacji za stabilny.